# Anaspis marseuli
Anaspis marseuli es una especie de coleóptero de la familia Scraptiidae.

## Distribución geográfica
Habita en Japón.